# 拉热阿杜
拉热阿杜是巴西南大河州的一个市镇。总面积90.419平方公里，总人口67513人，人口密度746.7人/平方公里。